# Лавофранш
Лавофра́нш (фр. Lavaufranche, окс. La Vau Franche) — коммуна во Франции, находится в регионе Лимузен. Департамент коммуны — Крёз. Входит в состав кантона Буссак. Округ коммуны — Гере.
Код INSEE коммуны — 23104.

## Население
Население коммуны на 2010 год составляло 245 человек.
| 1962 | 1968 | 1975 | 1982 | 1990 | 1999 | 2010 |
| ---- | ---- | ---- | ---- | ---- | ---- | ---- |
| 459  | 445  | 367  | 304  | 231  | 246  | 245  |

## Экономика
В 2010 году среди 137 человек трудоспособного возраста (15—64 лет) 87 были экономически активными, 50 — неактивными (показатель активности — 63,5 %, в 1999 году было 55,6 %). Из 87 активных жителей работали 77 человек (44 мужчины и 33 женщины), безработных было 10 (3 мужчин и 7 женщин). Среди 50 неактивных 12 человек были учениками или студентами, 25 — пенсионерами, 13 были неактивными по другим причинам.